# Cavendishia nitida
Cavendishia nitida är en ljungväxtart som först beskrevs av Carl Sigismund Kunth, och fick sitt nu gällande namn av A. C. Smith. Cavendishia nitida ingår i släktet Cavendishia och familjen ljungväxter. Inga underarter finns listade i Catalogue of Life.